# Lumache alla casumarese
Le lumache alla casumarese sono un secondo piatto tipico della provincia di Ferrara al quale sono dedicate varie manifestazioni che si svolgono annualmente a Casumaro e in altre zone del territorio.

## Storia
L'antica ricetta delle lumache alla casumarese risale alla fine del XVI secolo, al periodo degli Este. In tempi recenti al piatto tipico della zona, in concomitanza con la festa patronale dedicata a San Giorgio, è dedicata la sagra della lumaca.

## Ingredienti e preparazione
L'ingrediente principale è la lumaca, poi servono olio, lardo, cipolla, porro, carota, brodo di carne, vino bianco, mandorle e vari aromi come cannella,
ginepro e zafferano, oltre a sale, pepe, pane, succo d'arancia e parmigiano reggiano. Le lumache devono essere lasciate a digiuno per vari giorni poi vanno lavate e messe a bollire per circa mezz'ora. Poi vanno ancora lavate con sale ed aceto quindi messe a cuocere con olio, lardo e i vari ingredienti elencati. Vanno servite calde con formaggio parmigiano grattugiato.